# Francisque Teyssier
Francisque Teyssier, nascido a  2 de janeiro de 1969 em Salon-de-Provence, é um ciclista francês já retirado. Foi profissional de 1992 a 2000 e foi Campeão da França em Contrarrelógio em duas ocasiões.
Após a sua carreira como ciclista, se converteu em director desportivo da equipa Vélo Clube Saint-Antoine La Gavotte e vereador do município de Cornillon-Confoux, na Bouches-du-Rhône.

## Palmarés
- 1992
  - Tour Nord-Isère

- 1993
  - 3.º no Campeonato da França em Estrada

- 1994
  - 2 etapas do Tour de Poitou-Charentes

- 1997
  - Campeonato da França Contrarrelógio

- 1998
  - 1 etapa do Regio-Tour
  - Grande Prêmio das Nações
  - 2.º no Campeonato da França  Contrarrelógio

- 2000
  - Campeonato da França Contrarrelógio

## Resultados nas grandes voltas
| Carreira        | 1992 | 1993 | 1994 | 1995 | 1996 | 1997 | 1998 | 1999 | 2000 |
| --------------- | ---- | ---- | ---- | ---- | ---- | ---- | ---- | ---- | ---- |
| Giro d'Italia   | -    | -    | -    | Ab.  | -    | -    | -    | -    | -    |
| Tour de France  | -    | -    | -    | -    | Ab.  | -    | -    | -    | -    |
| Volta a Espanha | -    | -    | -    | -    | -    | 23.º | -    | -    | -    |